# Talara suffusa
Talara suffusa är en fjärilsart som beskrevs av Max Wilhelm Karl Draudt 1918. Talara suffusa ingår i släktet Talara och familjen björnspinnare. Inga underarter finns listade i Catalogue of Life.